# Право массмедиа
Масс-медийное право (также: медиаправо, право средств массовой информации, право средств массовой коммуникации, англ. media-law) — подотрасль информационного права относительно общественных отношений, связанных со средствами массовой информации (СМИ), средствами массовой коммуникации. Медиаправо — это новая область правового знания и актуальное направление правотворческой и правоприменительной деятельности.
Медиаправо зародилось в сложный переходный период, связанный со становлением новой государственности и новой системы правовых ценностей Российской Федерации (далее — РФ). Его формирование происходило на фоне общемировых процессов становления глобального информационного общества, поиска традиционными средствами массовой информации (далее — СМИ) своего места в новой медиасистеме. Данные обстоятельства актуализировали целый ряд проблем, связанных с оформлением медиаправа как гармоничной системы правового знания, коррекция которой продолжается до сих пор.
По сути СМИ-право можно рассматривать как:
1. подотрасль правоотношений относительно деятельности СМИ, средств массовой коммуникации;
2. подотрасль научных исследований;
3. как учебную дисциплину.

По содержанию СМИ-право формируется по объектному признаку в специальной части информационного права с экстраполяцией на положения общей и особенной части последнего.

## Юридические признаки массмедиа права
Информационная продукция медиа является основным объектом (предметом) правоотношений СМИ права.
Специальные субъекты СМИ-права: информанты — журналист, репортер; редактор (главный редактор), редакция и другие; информированные — радиослушатель, телезритель и другие потребители информационной продукции.

## Предпосылки возникновения
С бурным развитием Интернета как средства телекоммуникации отмечается тенденция к интеграции указанных выше ведущих институтов массмедиа-права с Интернет-правом. Как комплексный институт информационного права это можно условно назвать Интернет-СМИ правом.
Все подинституты СМИ-права имеют комплексные признаки, связанные с соответствующими институтами ведущих отраслей права: конституционного, административного, гражданского и уголовного права. СМИ-право и его подинституты также связаны с рядом комплексных отраслей права: трудовым, хозяйственным, финансовым и другими.

## Связи с другими отраслями права
СМИ-право через институциональные признаки имеет связи с рядом специальных отраслей права: налоговым, бюджетным и др. СМИ-право имеет связь с рядом межотраслевых комплексных институтов: правом интеллектуальной собственности (в его составе — авторским правом и отдельными институтами промышленной собственности), рекламным правом и др..

## Ведущие (большие, сложные) гиперинституты СМИ-права
Ведущие подинституты СМИ-права:
- право печатных СМИ (прессы);
- право радио и телевидения (или телерадио-право);
- право кинематографии (кинематографическое право);
- право об информационных агентствах.

Указанные ведущие подинституты СМИ-права в России имеют системообразующие законодательные акты.